# 개살구도 살구냐
개살구도 살구냐는 한국에서 제작된 사병록 감독의 1967년 드라마 영화이다. 김희갑 등이 주연으로 출연하였고 김봉주 등이 제작에 참여하였다.

## 출연

### 주연
- 김희갑
- 황정순
- 이순재
- 윤정희

## 제작진
- 원작자: 추식
- 조명: 조기남
- 미술: 박석인